# Vorapaxar
A vorapaxar gyógyszerhatóanyag (Zontivity®), a PAR-1 receptor antagonisták csoportjában az első trombocita-aggregáció gátló vegyület. A liliomfafélék családjába tartozó, Észak-Ausztráliában és Pápua Új-Guineában őshonos Galbulimima baccata kérgéből kivont alkaloidból (himbacin) származtatott hatóanyag. Miokardiális infarktuson (MI) átesett, illetve tünetekkel járó perifériás artériás betegségben (PAD) szenvedő felnőtt betegeknél alkalmazzák acetilszalicilsavval és/vagy klopidogréllel kombinációban.
2015. január 19-én központilag forgalmazott gyógyszerkészítményként került forgalomba az Európai Unió területén, azonban a forgalomba hozatali engedély jogosultja (Merck Sharp & Dohme Limited) kereskedelmi okok miatt 2017. június 23-án megszüntette Európában a termék értékesítését. Az Egyesült Államokban 2014 májusától elérhető a készítmény.

## Kémiai szerkezet
A vorapaxar a természetes eredetű himbacin származéka. Az alapvegyület triciklusos gyűrűjének 7-es szénatomjára etil-karbamát csoportot építettek be, a dimetil-piperidin gyűrűt piridinre cserélték, illetve ehhez monofluorfenil csoportot kapcsoltak.

## Hatásmechanizmus
A vorapaxar a vérlemezkék trombin általi aktiválását gátolja, a PAR-1 receptor (proteáz aktiválta receptor 1-es altípusa) kompetitív, szelektív, nagy affinitású, reverzibilis antagonizálásával.
A PAR-1 receptor a G-fehérje kapcsolt receptorok (GPCR) családjának egyik ősi tagja. Aktiválódásuk proteázok (pl. trombin, kallikrein) által történik. Az enzim lehasítja az extracellulárisan elhelyezkedő hurkot a receptor amino-láncvégéről, majd az így felszabaduló ligandum beköt a GPCR proximálisan elhelyezkedő transzmembrán részéhez. Ez az intramolekuláris aktiváció konformációváltozáshoz vezet, ami további jelátviteli folyamatokat indít be.
A PAR-1 receptor a vérlemezkéken kívül megtalálható az endothel- és simaizomsejteken is. A trombin mitogén hatást fejt ki ezen sejtekre a PAR-1 receptoron keresztül, így a vorapaxar alkalmazásának pozitív hozadéka lehet a vaszkuláris remodelling csökkentése. A vorapaxar nem gátolja a vérlemezkék más agonisták általi aktivációját (pl. ADP, kollagén), illetve a trombin általi fibrinképződést sem.

## Klinikai vizsgálatok
A II-es fázisú klinikai vizsgálatok alapján a vorapaxar jól tolerálható, nem növeli a vérzések kockázatát. Többek között vizsgálták acetilszalicilsavval és klopidogréllel együtt alkalmazva percután koronária intervención átesett koszorúér-betegségben szenvedő betegekben, illetve ST-elevációval nem járó akut koronária szindrómában (NSTE-ACS).
Két nagy III-as fázisú randomizált, kettős vak, placebo-kontrollált klinikai vizsgálatot végeztek. Mindkettő során kiegészítő kezelésként alkalmazták a vorapaxart. Az egyik a TRACER (Thrombin-Receptor Antagonist for Clinical Event Reduction) vizsgálat, melybe NSTE-ACS-ben szenvedő betegeket vontak be. Az elsődleges hatásossági végpontban nem, csak a másodlagosban volt szignifikáns különbség a placebót, illetve vorapaxart szedő betegek között, viszont a vérzékenység egyértelműen nőtt az utóbbi csoportban. A másik nagy III-as fázisú klinikai vizsgálat a TRA 2 ͦP-TIMI 50 (Thrombin-Receptor Antagonist in Secondary Prevention of Atherothrombotic Ischemic Events) nevet viseli. Itt már az elsődleges hatásossági végpontban is szignifikánsan jobbnak bizonyult a vorapaxar kezelés a placebóval szemben. Míg a TRACER vizsgálat a koronária betegség akut szakaszában szenvedő betegek bevonásával készült, addig a TRA 2 ͦP-TIMI 50 vizsgálatban legalább 2 hét, legfeljebb 12 hónap telt el a MI után, illetve koronária-, cerebrális-, vagy perifériás érrendszeri betegség állt fenn. Ezenkívül különbség volt, hogy nem alkalmaztak telítő dózist, illetve az elsődleges hatásossági végpont sem egyezett meg.

## Indikáció, adagolás
A vorapaxar kardiovaszkuláris események kialakulási valószínűségének csökkentésére alkalmazható miokardiális infarktuson átesett vagy perifériás artériás betegségben szenvedőknél. Az Egyesült Államokban per os tablettaként 2,5 mg vorapaxar-szulfát formájában (2, 08 mg vorapaxar) van forgalomban. Adagolási rendje napi 1 tabletta.

## Farmakokinetika, gyógyszerinterakciók
A vorapaxar orálisan alkalmazott hatóanyag. Gyors felszívódását a gasztrointesztinális traktusból nem befolyásolja az együttesen elfogyasztott étel vagy antacidum. Hatásának maximumát 1-2 órán belül éri el. Metabolizmusa a máj CYP 3A4 és 2J2 enzimeinek révén történik, így alkalmazása kerülendő CYP 3A4 inhibitorokkal (ketokonazol), illetve induktorokkal (rifampin). Felezési ideje 173–269 óra. Főleg széklettel, kisebb részben (< 5%) vesén keresztül ürül. A fokozott vérzékenység kockázata miatt nem adható együtt glikoprotein IIb-IIIa inhibitorokkal, illetve antikoagulánsokkal.

## Mellékhatás
Leggyakoribb mellékhatásként vérzések léphetnek fel, ezenkívül beszámoltak anémia, depresszió és kiütések kialakulásáról.

## Kontraindikáció
Nem alkalmazható tranziens ischaemiás attack, meglévő vérzések (intracranialis vérzés, ulcus, stb.), illetve súlyos májkárosodás esetén.